# Carioca (Kartenspiel)

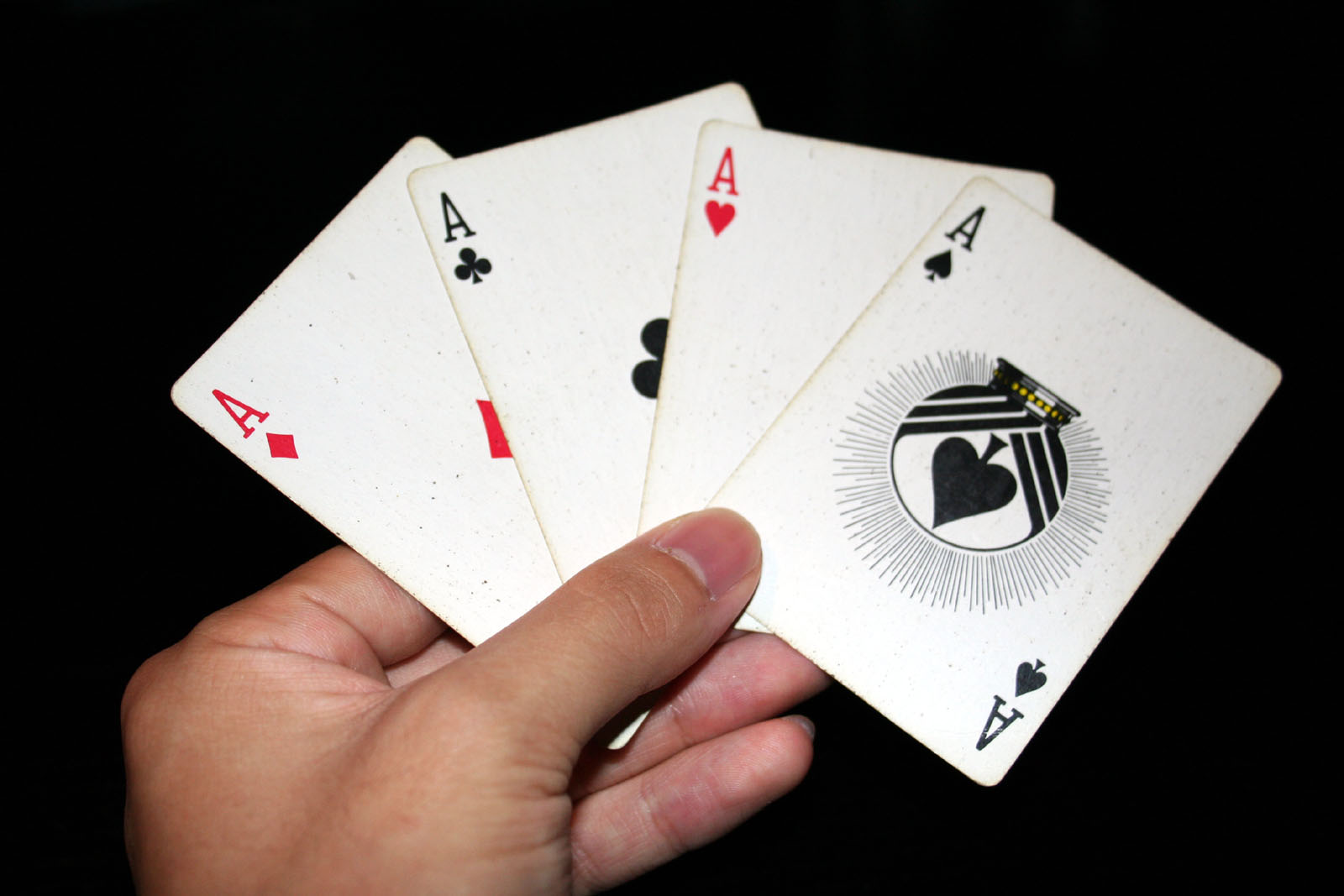
Vier Asse eines handelsüblichen Kartenspiels

Carioca ist ein chilenisches Kartenspiel, das dem Rommé-Kartenspiel ähnelt und als familiäres Gesellschaftsspiel viele Variationen aufweist, die über Jahre hinweg mit individuellen Hausregeln weitergegeben werden. Es wird auch in Argentinien gespielt.
Die im Folgenden beschriebene Variante ist Perla's Cariocas.

## Perla's Cariocas

### Spielziel
Ziel des Spiels ist es, mit der geringsten Punktzahl abzuschließen, wie beim Golf.

### Regeln
(Quelle: )
1. Es werden zwei Kartenspiele mit jeweils zwei Jokern verwendet (insgesamt 108 Karten).
2. Die Karten werden gemischt, und jeder Spieler zieht eine Karte vom Stapel. Der Spieler mit der niedrigsten Karte (Ass zählt als höchste Karte) darf den Kartenstapel abheben.
3. Die Person rechts vom Kartengeber mischt, und die Person links davon hebt den Stapel ab.
4. Der Kartengeber beginnt mit dem Austeilen an den rechts neben ihm sitzenden Spieler, danach im Uhrzeigersinn.
5. In der nächsten Runde wird der vorherige Geber zum Abheber.
6. Der Abheber versucht den Stapel so zu teilen, dass genau die Anzahl der zu verteilenden Karten plus eine Karte für den Beginn des Ablagestapels im oberen Stapel enthalten ist. Jeder Spieler erhält elf Karten (außer in der letzten Runde, dort sind es dreizehn). Bei vier Spielern müsste also so abgehoben werden, dass 45 Karten im oberen Teil des Stapels bleiben. Der andere Teil bildet den Ziehstapel.
7. Das Spiel besteht aus acht Runden. In jeder Runde müssen die Spieler bestimmte Kartenkombinationen bilden – diese sind unter „Runden“ definiert.
8. Die Runde beginnt, wenn der Spieler rechts vom Geber entweder vom Ziehstapel oder vom Ablagestapel eine Karte zieht.
9. Sobald ein Spieler alle geforderten Kombinationen der Runde auslegen kann, darf er seine Karten offen auf den Tisch legen. Schafft er es gleichzeitig, alle Karten loszuwerden, gilt er als „ausgestiegen“ und erhält −30 Punkte. Wenn er erst in späteren Zügen alle Karten ablegt, bekommt er 0 Punkte. Angelegte Kombinationen anderer Spieler dürfen erst nach dem eigenen Auslegen ergänzt werden.
10. Sobald ein Spieler keine Karten mehr hat, müssen alle anderen Spieler den Wert ihrer verbliebenen Karten (siehe Abschnitt „Kartenwerte“) addieren – dieser Punktwert wird ihnen als Minuspunktzahl angerechnet.

### Hausregeln
Hausregeln sind unüblich für das klassische Carioca, in dieser Version aber verbreitet:
1. Gelingt dem Abheber ein perfekter Schnitt, erhält er −10 Punkte.
2. Eine Karte vom Ablagestapel darf „gestohlen“ werden, wenn alle links sitzenden Spieler diese zuvor abgelehnt haben. Für das Stehlen werden dem Spieler +2 Punkte angerechnet.
3. Rote Asse gelten als Joker zusätzlich zu den beiden Standardjokern.

### Hände
- Straßen/Treppen (Straights/Stairs): Ein Straight Flush, bestehend aus mindestens vier aufeinanderfolgenden Karten derselben Farbe. Asse können entweder als niedrig (vor der 2) oder hoch (nach dem König) verwendet werden, aber nicht zwischen König und Zwei.
- Drillinge/Legs: Drei (oder mehr) Karten mit demselben Zahlenwert, aber in unterschiedlichen Farben (z. B. Herz-7, Pik-7, Kreuz-7).

### Kartenwerte
- 2 von einer beliebigen Karte = 2 Punkte
- 3 einer beliebigen Karte = 3 Punkte
- 4 einer beliebigen Karte = 4 Punkte
- 5 einer beliebigen Karte = 5 Punkte
- 6 einer beliebigen Karte = 6 Punkte
- 7 einer beliebigen Karte = 7 Punkte
- 8 einer beliebigen Karte = 8 Punkte
- 9 einer beliebigen Karte = 9 Punkte
- 10 einer beliebigen Karte = 10 Punkte
- Bube einer beliebigen Karte = 10 Punkte
- Dame einer beliebigen Karte = 10 Punkte
- König einer beliebigen Karte = 10 Punkte
- Ass einer beliebigen Karte = 15 Punkte
- Joker = 25 Punkte

Variation:
Jede Karte zwischen 2 und 9 = 5 Punkte

### Runden
Jede Runde hat ein festes Ziel:
1. Zwei Drillinge (6)
2. Eine Straße und ein Drilling (7)
3. Zwei Straßen (8)
4. Drei Drillinge (9)
5. Zwei Drillinge und eine Straße (10)
6. Zwei Straßen und ein Drilling (11)
7. Vier Drillinge* (12)
8. Drei Straßen* (12)

- *Es ist freigestellt, einen oder beide zu spielen.

### Runden in anderen Variationen
- Vier Drillinge (12)
  - Gespielt nach Runde 6 oben

Die folgenden Spiele können nach Runde 7 gespielt werden:
- Verrückte Straße (Crazy Straight): Eine Straße über 13 Karten, bei der beliebige Farben (Farben = Kreuz, Pik, Herz, Karo) erlaubt sind. Joker dürfen verwendet werden.
- Farb-Straße (Colour Straight): Eine 13er-Straße, bei der alle Karten nur rot (♥♦) oder nur schwarz (♠♣) sein dürfen. Joker sind nicht erlaubt.
- Königliche Straße (Royal Straight): Eine Straße aus 13 Karten derselben Farbe (also z. B. nur ♠ oder nur ♥). Joker sind nicht erlaubt.